# Бесарабка (річка)
Бесарабка — річка в Україні, у Долинському районі Івано-Франківської області, права притока Сукілі (басейн Дністра).

## Опис
Довжина річки приблизно 12 км. Формується з багатьох безіменних струмків.

## Розташування
Бере початок у лісовому масиві в урочищі Бесарабів на захід від вершини Буковинець. Тече переважно на північний схід і в селі Козаківка впадає у річку Сукіль, ліву притоку Свічі.